# Major League Baseball 2006
La stagione 2006 della Major League Baseball si è aperta il 2 aprile con l'incontro disputato al U.S. Cellular Field di Chicago tra i Chicago White Sox e i Cleveland Indians. Al termine della stagione regolare sono stati registrati 76 078 766 spettatori, con una media di 31 425 spettatori per incontro.
Le World Series si sono svolte tra il 21 e il 27 ottobre, si sono concluse con la vittoria dei St. Louis Cardinals per 4 partite a 1 sui Detroit Tigers.

## Regular Season

### American League
East Division
| # | Squadra              | Vittorie | Sconfitte | Perc. | Diff. |
| - | -------------------- | -------- | --------- | ----- | ----- |
| 1 | New York Yankees     | 97       | 65        | .599  | —     |
| 2 | Toronto Blue Jays    | 87       | 75        | .537  | 10.0  |
| 3 | Boston Red Sox       | 86       | 76        | .531  | 11.0  |
| 4 | Baltimore Orioles    | 70       | 92        | .432  | 27.0  |
| 5 | Tampa Bay Devil Rays | 61       | 101       | .377  | 36.0  |

Central Division
| # | Squadra            | Vittorie | Sconfitte | Perc. | Diff. |
| - | ------------------ | -------- | --------- | ----- | ----- |
| 1 | Minnesota Twins    | 96       | 66        | .593  | —     |
| 2 | Detroit Tigers     | 95       | 67        | .581  | 1.0   |
| 3 | Chicago White Sox  | 90       | 72        | .556  | 6.0   |
| 4 | Cleveland Indians  | 78       | 84        | .481  | 18.0  |
| 5 | Kansas City Royals | 62       | 100       | .383  | 34.0  |

West Division
| # | Squadra                | Vittorie | Sconfitte | Perc. | Diff. |
| - | ---------------------- | -------- | --------- | ----- | ----- |
| 1 | Oakland Athletics      | 93       | 69        | .574  | —     |
| 2 | L.A. Angels of Anaheim | 89       | 73        | .549  | 4.0   |
| 3 | Texas Rangers          | 80       | 82        | .494  | 13.0  |
| 4 | Seattle Mariners       | 78       | 84        | .481  | 15.0  |

|  | Vincitore Division |
|  | Wild Card          |

### National League
East Division
| # | Squadra               | Vittorie | Sconfitte | Perc. | Diff. |
| - | --------------------- | -------- | --------- | ----- | ----- |
| 1 | New York Mets         | 97       | 65        | .599  | —     |
| 2 | Philadelphia Phillies | 85       | 77        | .525  | 12.0  |
| 3 | Atlanta Braves        | 79       | 83        | .488  | 18.0  |
| 4 | Florida Marlins       | 78       | 84        | .481  | 19.0  |
| 5 | Washington Nationals  | 71       | 91        | .438  | 26.0  |

Central Division
| # | Squadra             | Vittorie | Sconfitte | Perc. | Diff. |
| - | ------------------- | -------- | --------- | ----- | ----- |
| 1 | St. Louis Cardinals | 83       | 78        | .516  | —     |
| 2 | Houston Astros      | 82       | 80        | .506  | 1.5   |
| 3 | Cincinnati Reds     | 80       | 82        | .494  | 3.5   |
| 4 | Milwaukee Brewers   | 75       | 87        | .463  | 8.5   |
| 5 | Pittsburgh Pirates  | 67       | 95        | .414  | 16.5  |
| 6 | Chicago Cubs        | 66       | 96        | .407  | 17.5  |

West Division
| # | Squadra              | Vittorie | Sconfitte | Perc. | Diff. |
| - | -------------------- | -------- | --------- | ----- | ----- |
| 1 | San Diego Padres     | 88       | 74        | 543   | —     |
| 2 | Los Angeles Dodgers  | 88       | 74        | 543   | —     |
| 3 | San Francisco Giants | 76       | 85        | .472  | 11.5  |
| 4 | Arizona Diamondbacks | 76       | 86        | .469  | 12.0  |
| 5 | Colorado Rockies     | 76       | 86        | .469  | 12.0  |

|  | Vincitore Division |
|  | Wild Card          |

### All-Star Game
L'All-Star Game si è giocato il giorno 11 luglio al PNC Park di Pittsburgh e ha visto prevalere la selezione dell'American League per 3-2.
|              | 1 | 2 | 3 | 4 | 5 | 6 | 7 | 8 | 9 | R | H | E |
| ------------ | - | - | - | - | - | - | - | - | - | - | - | - |
| AL All-Stars | 0 | 1 | 0 | 0 | 0 | 0 | 0 | 0 | 2 | 3 | 7 | 1 |
| NL All-Stars | 0 | 1 | 1 | 0 | 0 | 0 | 0 | 0 | 0 | 2 | 7 | 0 |

### Record Individuali

#### American League
Battitori
| Stat. | Giocatore      | Squadra              | Totale |
| ----- | -------------- | -------------------- | ------ |
| AVG   | Joe Mauer      | Minnesota Twins      | .347   |
| HR    | David Ortiz    | Boston Red Sox       | 54     |
| RBI   | David Ortiz    | Boston Red Sox       | 137    |
| R     | Grady Sizemore | Cleveland Indians    | 134    |
| H     | Ichirō Suzuki  | Seattle Mariners     | 224    |
| SB    | Carl Crawford  | Tampa Bay Devil Rays | 58     |

Lanciatori
| Stat. | Giocatore           | Squadra                | Totale |
| ----- | ------------------- | ---------------------- | ------ |
| W     | Johan Santana       | Minnesota Twins        | 19     |
| W     | Chien-Ming Wang     | New York Yankees       | 19     |
| L     | Rodrigo Lopez       | Baltimore Orioles      | 18     |
| ERA   | Johan Santana       | Minnesota Twins        | 2.77   |
| K     | Johan Santana       | Minnesota Twins        | 245    |
| IP    | Johan Santana       | Minnesota Twins        | 233 ⅔  |
| SV    | Francisco Rodríguez | L.A. Angels of Anaheim | 47     |

- Johan Santana vincitore della Tripla Corona dei lanci.

#### National League
Battitori
| Stat. | Giocatore      | Squadra               | Totale |
| ----- | -------------- | --------------------- | ------ |
| AVG   | Freddy Sanchez | Pittsburgh Pirates    | .344   |
| HR    | Ryan Howard    | Philadelphia Phillies | 58     |
| RBI   | Ryan Howard    | Philadelphia Phillies | 149    |
| R     | Chase Utley    | Philadelphia Phillies | 131    |
| H     | Juan Pierre    | Chicago Cubs          | 204    |
| SB    | José Reyes     | New York Mets         | 64     |

Lanciatori
| Stat. | Giocatore       | Squadra              | Totale |
| ----- | --------------- | -------------------- | ------ |
| W     | Brandon Webb    | Arizona Diamondbacks | 16     |
| W     | Brad Penny      | Los Angeles Dodgers  | 16     |
| W     | Derek Lowe      | Los Angeles Dodgers  | 16     |
| W     | Aaron Harang    | Cincinnati Reds      | 16     |
| W     | John Smoltz     | Atlanta Braves       | 16     |
| W     | Carlos Zambrano | Chicago Cubs         | 16     |
| L     | Ramon Ortiz     | Washington Nationals | 16     |
| L     | Jason Marquis   | St. Louis Cardinals  | 16     |
| ERA   | Roy Oswalt      | Houston Astros       | 2.98   |
| K     | Aaron Harang    | Cincinnati Reds      | 216    |
| IP    | Bronson Arroyo  | Cincinnati Reds      | 240 ⅔  |
| SV    | Trevor Hoffman  | San Diego Padres     | 46     |

## Postseason
|  | Division Series | Division Series     | Division Series     |                     |                  | League Championship Series | League Championship Series | League Championship Series |  |  | World Series | World Series   | World Series |
|  |                 |                     |                     |                     |                  |                            |                            |                            |  |  |              |                |              |
|  | 1               | New York Yankees    | 1                   |                     |                  |                            |                            |                            |  |  |              |                |              |
|  | 4               | Detroit Tigers      | 3                   |                     |                  |                            |                            |                            |  |  |              |                |              |
|  | 4               | Detroit Tigers      | 3                   |                     | 4                | Detroit Tigers             | 4                          |                            |  |  |              |                |              |
|  |                 |                     |                     |                     | 4                | Detroit Tigers             | 4                          |                            |  |  |              |                |              |
|  |                 | 3                   | Oakland Athletics   | 0                   |                  |                            |                            |                            |  |  |              |                |              |
|  | 2               | 3                   | Oakland Athletics   | 0                   | Minnesota Twins  | 0                          |                            |                            |  |  |              |                |              |
|  | 2               |                     |                     |                     | Minnesota Twins  | 0                          |                            |                            |  |  |              |                |              |
|  | 3               | Oakland Athletics   | 3                   |                     |                  |                            |                            |                            |  |  |              |                |              |
|  |                 |                     |                     |                     |                  |                            |                            |                            |  |  | AL           | Detroit Tigers | 1            |
|  |                 |                     | NL                  | St. Louis Cardinals | 4                |                            |                            |                            |  |  |              |                |              |
|  | 1               | New York Mets       | 3                   |                     |                  |                            |                            |                            |  |  |              |                |              |
|  | 4               | Los Angeles Dodgers | 0                   |                     |                  |                            |                            |                            |  |  |              |                |              |
|  | 4               | Los Angeles Dodgers | 0                   |                     | 1                | New York Mets              | 3                          |                            |  |  |              |                |              |
|  |                 |                     |                     |                     | 1                | New York Mets              | 3                          |                            |  |  |              |                |              |
|  |                 | 3                   | St. Louis Cardinals | 4                   |                  |                            |                            |                            |  |  |              |                |              |
|  | 2               | 3                   | St. Louis Cardinals | 4                   | San Diego Padres | 1                          |                            |                            |  |  |              |                |              |
|  | 2               |                     |                     |                     | San Diego Padres | 1                          |                            |                            |  |  |              |                |              |
|  | 3               | St. Louis Cardinals | 3                   |                     |                  |                            |                            |                            |  |  |              |                |              |

### Division Series
American League
| Data                                | Squadra di casa  | Squadra ospite   | Ris. |
| ----------------------------------- | ---------------- | ---------------- | ---- |
| 03/10                               | New York Yankees | Detroit Tigers   | 8-4  |
| 05/10                               | New York Yankees | Detroit Tigers   | 3-4  |
| 06/10                               | Detroit Tigers   | New York Yankees | 6-0  |
| 07/10                               | Detroit Tigers   | New York Yankees | 8-3  |
| Detroit Tigers vincono la serie 3-1 |                  |                  |      |

| Data                                   | Squadra di casa   | Squadra ospite    | Ris. |
| -------------------------------------- | ----------------- | ----------------- | ---- |
| 03/10                                  | Minnesota Twins   | Oakland Athletics | 2-3  |
| 04/10                                  | Minnesota Twins   | Oakland Athletics | 2-5  |
| 06/10                                  | Oakland Athletics | Minnesota Twins   | 8-3  |
| Oakland Athletics vincono la serie 3-0 |                   |                   |      |

National League
| Data                               | Squadra di casa     | Squadra ospite      | Ris. |
| ---------------------------------- | ------------------- | ------------------- | ---- |
| 04/10                              | New York Mets       | Los Angeles Dodgers | 6-5  |
| 05/10                              | New York Mets       | Los Angeles Dodgers | 4-1  |
| 07/10                              | Los Angeles Dodgers | New York Mets       | 5-9  |
| New York Mets vincono la serie 3-0 |                     |                     |      |

| Data                                     | Squadra di casa     | Squadra ospite      | Ris. |
| ---------------------------------------- | ------------------- | ------------------- | ---- |
| 03/10                                    | San Diego Padres    | St. Louis Cardinals | 1-5  |
| 05/10                                    | San Diego Padres    | St. Louis Cardinals | 0-2  |
| 07/10                                    | St. Louis Cardinals | San Diego Padres    | 1-3  |
| 08/10                                    | St. Louis Cardinals | San Diego Padres    | 6-2  |
| St. Louis Cardinals vincono la serie 3-1 |                     |                     |      |

### League Championship Series
American League
| Data                                | Squadra di casa   | Squadra ospite    | Ris. |
| ----------------------------------- | ----------------- | ----------------- | ---- |
| 10/10                               | Oakland Athletics | Detroit Tigers    | 1-5  |
| 11/10                               | Oakland Athletics | Detroit Tigers    | 5-8  |
| 13/10                               | Detroit Tigers    | Oakland Athletics | 3-0  |
| 14/10                               | Detroit Tigers    | Oakland Athletics | 6-3  |
| Detroit Tigers vincono la serie 4-0 |                   |                   |      |

National League
| Data                                     | Squadra di casa     | Squadra ospite      | Ris. |
| ---------------------------------------- | ------------------- | ------------------- | ---- |
| 12/10                                    | New York Mets       | St. Louis Cardinals | 2-0  |
| 13/10                                    | New York Mets       | St. Louis Cardinals | 6-9  |
| 14/10                                    | St. Louis Cardinals | New York Mets       | 5-0  |
| 15/10                                    | St. Louis Cardinals | New York Mets       | 5-12 |
| 17/10                                    | St. Louis Cardinals | New York Mets       | 4-2  |
| 18/10                                    | New York Mets       | St. Louis Cardinals | 4-2  |
| 19/10                                    | New York Mets       | St. Louis Cardinals | 1-3  |
| St. Louis Cardinals vincono la serie 4-3 |                     |                     |      |

### World Series

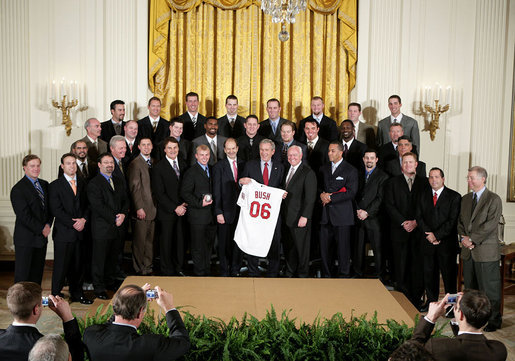
I St. Louis Cardinals ricevuti alla Casa Bianca dal presidente Bush dopo la vittoria delle World Series

| Data                                     | Squadra di casa     | Squadra ospite      | Ris. |
| ---------------------------------------- | ------------------- | ------------------- | ---- |
| 21/10                                    | Detroit Tigers      | St. Louis Cardinals | 2-7  |
| 22/10                                    | Detroit Tigers      | St. Louis Cardinals | 3-1  |
| 24/10                                    | St. Louis Cardinals | Detroit Tigers      | 5-0  |
| 26/10                                    | St. Louis Cardinals | Detroit Tigers      | 5-4  |
| 27/10                                    | St. Louis Cardinals | Detroit Tigers      | 4-2  |
| St. Louis Cardinals vincono la serie 4-1 |                     |                     |      |

## Premi
Miglior giocatore della stagione
|    | Giocatore      | Squadra               |
| -- | -------------- | --------------------- |
| AL | Justin Morneau | Minnesota Twins       |
| NL | Ryan Howard    | Philadelphia Phillies |

Rookie dell'anno
|    | Giocatore        | Squadra         |
| -- | ---------------- | --------------- |
| AL | Justin Verlander | Detroit Tigers  |
| NL | Hanley Ramírez   | Florida Marlins |

Miglior giocatore delle World Series
| Giocatore      | Squadra             |
| -------------- | ------------------- |
| David Eckstein | St. Louis Cardinals |